# Volcán de Fuego
Volcán de Fuego (španj. Vatreni vulkan), aktivni je stratovulkan u Gvatemali, smješten 16 kilometara zapadno od grada i poznatog turističkog odredišta Antigua Guatemala. Poznat je po svojoj stalnoj aktivnosti zbog koje svakih 15-20 minuta izbacuje manje količine plina i pepela. Tijekom povijesti imao je desetak velikih erupcija, od kojih su najsmrtronosnije bile one 1717. i 2018. godine. Građen je pretežito od bazaltnih i andezitnih stijena.
Na vulkan se prvi uspeo francuski pisac i istraživač Eugenio Dussaussay, nakon što je za to ishodio dozvolu mjesnih vlasti. No, Dussaussay nije mogao pronaći vodiča za uspon na središnji vrh, koji je godinu dana prije i erumpirao. Taj pothvat ostvario je britanski arheolog Alfred Maudslay 1982. poprativši svoj uspon iscrpnim bilješkama.
Erupcija krajem kolovoza 1717. uzrokovala je trodnevna podrhtavanja tla krajem kolovoza tj. niz razornih potresa koji su u potpunosti uništili Santiago de los Caballeros (Grad vitezova), tadašnju prijestolnicu Gvatemale pod španjolskom upravom. Jači potres 1932. zatrpao je Staru Gvatemalu pepelom, a onaj iz 1974. uništio svu vegetaciju u svom okružju kao i brojne poljodjelske površine.
Nakon što je 2002. godine vulkan pojačao svoju aktivnost povremeno izbacujući pepeo u krugu 20 kilometara uz potoke lave duge i do dva kilometra, erupcija vulkana uzrokovala je razorni potres početkom lipnja 2018. u kojem je život izgubilo 109 ljudi, a u naslagama lave i ruševinama nestalo njih 200.